# Gare de Mimico
La gare de Mimico est une petite gare située au quartier Mimico dans l'arrondissement Etobicoke de Toronto en Ontario. La gare dessert la ligne Lakeshore West entre Toronto et Hamilton, exploitée par GO Transit.
L'édicule de la gare est situé au nord de la voie à l'est du chemin Royal York.

## Situation ferroviaire
La gare est située à la borne 6,7 milles (10,8 km) de la subdivision Oakville de Metrolinx, entre les gares d'Exhibition et de Long Branch. À l'est de la gare, la subdivision Oakville rejoint le corridor ferroviaire de la gare Union. À l'ouest de la gare, une voie de contournement supplémentaire relie les quais et deux autres voies au sud, qui accèdent le centre d'entretien ferroviaire Willowbrook de GO Transit.

## Histoire
C'est la construction du premier chemin de fer en Ontario dans les années 1850 entre Hamilton et Toronto à travers ce qui allait devenir la ville de Mimico qui a mené au premier plan d'une ville à cet endroit. Une gare a été construite au nord des voies, juste au sud de l'Église Christ Church de Mimico (la première église d'Etobicoke) à l'est de la rue Church (maintenant le chemin Royal York) au bout de la rue Windsor. Ce développement signifiait que le nom Mimico est plutôt associé au quartier où le chemin de fer traversait que le ruisseau Mimico ou l'ancienne autoroute du même nom. Néanmoins, le plan de lotissement de 1856 pour Mimico a en grande partie échoué, et c'est après le plan plus réussi de 1890 pour une ville à Mimico que l'ancien édicule de la gare, construit par le chemin de fer du Grand Tronc, a été construit en 1916 au nord des voies à l'ouest de la rue Church.
Avec la création du service de train régional GO du gouvernement provincial, une nouvelle gare a été construite sur le site de la gare historique de Mimico de 1856, au nord des voies, juste au sud de l'église. L'édicule de 1916 s'est détériorée et était sur le point d'être démolie jusqu'à ce que des bénévoles de la communauté l'aient sauvée et déplacée vers un nouvel emplacement permanent au parc Coronation, à l'angle nord-ouest de la rue Judson et du chemin Royal York en 2007. Les bénévoles espéraient restaurer l'édicule et l'ouvrir en tant que centre communautaire et musée ferroviaire, mais de multiples revers et frustrations à l'hôtel de ville ont fait caler le projet et l'organisation a été dissoute.
Considérant que la gare actuelle demeurerait inchangée depuis 1967, Metrolinx a annoncé son plan d'accessibilité en 2009 et identifié la gare afin de la moderniser et mieux répondre aux normes d'accessibilité. En 2012, l'agence provinciale a annoncé les détails de modernisation incluant l'allongement des quais pour accommoder des trains de 12 voitures, le système de fonte de neige aux quais, la réfection de l'édicule et l'amélioration d'accessibilité de la gare. La phase 1 des travaux a commencé en août 2012 et a été achevée début 2013. Le quai du sud a été allongé et élargi, les bordures du quai et les lumières ont été remplacés, et un abri de quai a été installé. La phase 2 a été complétée en 2014. le quai du nord a été allongé et élargi, une nouvelle sortie a été construite vers la rue Newcastle, 100 places de stationnement ont été ajoutées, et quelques places de stationnement ont été converties en parc relais.
En 2018, Metrolinx a présenté sa prochaine étape de moderniser la gare en vue d'améliorer la fréquence de la ligne à toutes les 15 minutes toute la journée, tous les jours. Le plan consiste un nouvel édicule, deux nouveaux tunnels accessibles entre l'édicule et les quais, deux entrées accessibles avec un nouveau parc relais sur la rue Manchester, réfection des quais existants (le système de fonte de neige, des abris de quai chauffés, des ascenseurs, des escaliers, des auvents de quai intégrés), et des dispositions pour l'électrification éventuelle du réseau. L'agence s'est associé à un promoteur immobilier privé pour construire un nouvel édicule et promouvoir le développement axé sur le transport en commun à usage mixte dans le but d'accroître l'achalandage, d'optimiser les terrains consacrés au transport en commun.

## Service des voyageurs

### Accueil
La billetterie de GO Transit est ouverte en semaine de 6h à 20h45, les fins de semaine et jours fériés de 9h30 à 16h45. L'ambassadeur de la gare GO peut aider les clients à configurer un type de tarif ou à définir un trajet par défaut sur la carte Presto. Les clients disposent également d'options en libre-service, notamment l'achat d'un billet papier dans un distributeur automatique de billets, le chargement d'une carte Presto dans un distributeur automatique de billets compatible avec Presto, l'achat d'un billet électronique avec leur smartphone et le paiement au valideur avec une carte de crédit sans contact ou une carte Presto. La gare dispose également un stationnement incitatif, des téléphones payants, des toilettes publiques, une salle d'attente, des abris de quai, et Wi-Fi. La gare n'est pas accessible aux fauteuils roulants.

### Desserte
La gare dessert les trains de la ligne Lakeshore West au maximum toutes les 30 minutes tous les jours. Durant les périodes de pointe, les trains en direction ouest de la gare Union terminent leurs trajets aux gares d'Aldershot, d'Hamilton et de West Harbour. Hors pointe, tous les trains en direction ouest terminent leurs trajets en alternance à Aldershot, et à West Harbour. Des lignes d'autobus correspondent vers Hamilton, Brantford et Niagara Falls en fin de trajet.
Les trains du Corridor de VIA Rail vers Toronto, London et Windsor empruntent la même voie mais ne s'arrêtent pas à la gare.

### Intermodalité
Le transport en commun local est offert par la Commission de transport de Toronto (TTC). La route 76 Royal York South circule sur le chemin Royal York vers la station Royal York et la ligne 501 du tramway sur la rue Queen. La navette 176 circulait jusqu'en mars 2020 entre le terminus Park Lawn et la gare de Mimico pour correspondances entre les trains de banlieue, les autobus et les tramways. Le service de navette est suspendu jusqu'à nouvel ordre à cause de la réduction de services liée à la COVID-19.